# Zelengora
A Zelengora (szerbül: Зеленгора) egy hegység Bosznia-Hercegovinában, a Sutjeska Nemzeti Parkban. Legmagasabb csúcsának, a Bregočnak tengerszint feletti magassága 2014 méter. A hegység az ország egyik legszebb területe, népszerű túracélpontnak számít. A második világháború idején a közelben zajlott le a sutjeskai csata, és a háború legvégén, 1945 májusának közepén itt vívták a zelengorai csatát, melyben a jugoszláv partizánok végső vereséget mértek a csetnikekre.

## Földrajza
Geológiai szempontból a Zelengora hegység a Dinári-hegység része, és nagyrészt másodlagos és harmadlagos üledékes kőzetekből, főként mészkőből áll.A Zelengorát délnyugatról a Neretva folyó, keletről a Sutjeska folyó, északról pedig a Lelija-hegység határolja. A csoportban számos hegyi tó és tengerszem található elszórtan, köztük a legismertebb az Orlovačko Jezero, de említésre méltó még a Kotlaničko Jezero, Orlovačko Jezero, Štirinsko Jezero, Borilovačko Jezero, Jezero Donje Bare, Jezero Gornje Bare, Crno Jezero , és a Bijelo Jezero. A Neretva folyó ebben a hegységben ered, csakúgy, mint a Hrčavka, a Sutjeska mellékfolyója, és a Bjelava, a Drina mellékfolyója. Mivel a kontinentális vízválasztón fekszik, így vizeinek egy része az Adriai-tengerbe. míg másik fele a Fekete-tengerbe folyik le. Legmagasabb csúcsa a Bregoč (2014 m.), további nevezetes csúcsok: Kozje Strane (2013 m), Dhrtar (1970 m), Trebova Planina (1872 m) és Orlovača (1969 m).

## Története
A boszniai hegységek többségével szemben a zelengorai hegyek nem voltak a frontvonal részei az 1990-1995-ös konfliktus idején, ezért gyakorlatilag nincsenek aknákkal és fel nem robbant lőszerekkel szennyezve. Korábban, 1943-ban azonban Zelengora heves harcok színhelye lett a második világháború alatt, különösen a sutjeskai csata egyik döntő szakaszában. A német megszálló erők a Schwarz hadművelettel megpróbálták bekeríteni és megsemmisíteni a Nemzeti Felszabadító Hadsereget, Josip Broz Tito marsall partizáncsapatait, amelyek a mai Montenegróban található Durmitor-hegység körül foglaltak állásokat. Tito azt tervezte, hogy a bekerítésből észak felé, a Sutjeska folyón át fog kitörni. Az 1943. június 5-én kezdődött csatában a NOVJ 2. dalmát brigádjának partizán egységei állásokat foglaltak el, hogy lehetővé tegyék a NOVJ erőinek Zelengorán keresztül történő menekülését. A német 118. Jäger-hadosztály harcba szállt velük. A kimerültség, a betegség és a fogyatkozó lőszerkészletek ellenére a 2. dalmát dandár partizánjai kitartottak a messze túlerőben lévő német erőkkel szemben, amíg június 9-én az 1. majevicai dandár megerősítette őket, és lehetővé tette számukra a visszavonulást, hogy június 10-én csatlakozhassanak a NOVJ-hoz. Ekkorra a 2. dandár már elvesztette korábbi létszámának kétharmadát, de sikerült eléggé feltartóztatni a német előrenyomulást ahhoz, hogy Tito erői átkelhessenek a Sutjeska folyón és kitörhessenek a német bekerítésből.
Később, 1945 májusában ezek a hegyek váltak a helyszínévé a Jugoszláv Néphadsereg és Draža Mihailović csetnik erői közötti utolsó katonai összecsapásnak, amely 1945. május 8-tól 13-ig tartott.

## Fordítás
- Ez a szócikk részben vagy egészben  a   Zelengora című angol Wikipédia-szócikk ezen változatának fordításán alapul.  Az eredeti cikk szerkesztőit annak laptörténete sorolja fel. Ez a jelzés csupán a megfogalmazás eredetét és a szerzői jogokat jelzi, nem szolgál a cikkben szereplő információk forrásmegjelöléseként.